# داريل شويرتزر
داريل شويرتزر (بالإنجليزية: Darrell Schweitzer)‏ (27 أغسطس 1952 في الولايات المتحدة)؛ شاعر، كاتب، صحفي وروائي أمريكي.